# Örtjärnet (Långseruds socken, Värmland)
Örtjärnet är en sjö i Säffle kommun i Värmland och ingår i Göta älvs huvudavrinningsområde. Sjön har en area på 0,0767 kvadratkilometer och ligger 245,5 meter över havet.

## Delavrinningsområde
Örtjärnet ingår i det delavrinningsområde (658256-131640) som SMHI kallar för Inloppet i Öjesjön. Medelhöjden är 194 meter över havet och ytan är 15,05 kvadratkilometer. Det finns ett avrinningsområde uppströms, och räknas det in blir den ackumulerade arean 46,6 kvadratkilometer. Ysjöälven som avvattnar avrinningsområdet har biflödesordning 4, vilket innebär att vattnet flödar genom totalt 4 vattendrag innan det når havet efter 250 kilometer. Avrinningsområdet består mestadels av skog (86 procent). Avrinningsområdet har 0,98 kvadratkilometer vattenytor vilket ger det en sjöprocent på 6,5 procent.